# Municipio de Wallace (Dakota del Norte)
El municipio de Wallace (en inglés: Wallace Township) es un municipio ubicado en el condado de Kidder en el estado estadounidense de Dakota del Norte. En el año 2010 tenía una población de 25 habitantes y una densidad poblacional de 0,27 personas por km².

## Geografía
El municipio de Wallace se encuentra ubicado en las coordenadas 47°16′26″N 99°40′1″O / 47.27389, -99.66694. Según la Oficina del Censo de los Estados Unidos, el municipio tiene una superficie total de 92.13 km², de la cual 88,4 km² corresponden a tierra firme y (4,05 %) 3,73 km² es agua.

## Demografía
Según el censo de 2010, había 25 personas residiendo en el municipio de Wallace. La densidad de población era de 0,27 hab./km². De los 25 habitantes, el municipio de Wallace estaba compuesto por el 100 % blancos. Del total de la población el 0 % eran hispanos o latinos de cualquier raza.